# Miltochrista rosistriata
Miltochrista rosistriata är en fjärilsart som beskrevs av Holloway 1976. Miltochrista rosistriata ingår i släktet Miltochrista och familjen björnspinnare. Inga underarter finns listade i Catalogue of Life.